# 레이 (가수)
레이(본명: 장이씽, 1991년 10월 7일~)는 대한민국과 중화인민공화국에서 활동하는 가수이자 배우 겸 프로듀서이다. 중국에서는 본명인 장이씽으로, 한국에서 그룹 EXO의 레이로서 활동한다. 한국의 소속사는 한중일의 멤버들이 소속돼있던 네이처의 전소속사에 들어갔다.

## 생애
1991년 10월 7일 중국 후난성 창사 시에서 태어났다.
2008년 지역 대회에서 상을 수상한 것을 계기로 SM 글로벌 캐스팅 시스템을 거쳐 SM 엔터테인먼트에 입사했다. 여섯 번째 EXO 멤버로 공개되었다.

## 학력
- 초등학교:후난 사범대학 부속 초등학교
- 중학교:후난 사범대학 부속 중학교
- 고등학교:후난 사범대학 부속 고등학교

## 데뷔 이전
- Star Academy (明星学院)
- 越策越开心
- 娜可不一样
- 2011년 1월 샤이니 단독콘서트 <SHINee World> 참여

## 음반 활동
- 2012년 S.M. The Performance 멤버로 디지털 싱글 《Spectrum》 참여 (카이, 레이)
- 2016년 5월 'SM STATION' 《모노드라마 (Monodrama)》
- 2016년 10월 첫 번째 싱글 《what u need?》
- 2016년 10월 미니앨범 1집 《LOSE CONTROL - The 1st Mini Album》
- 2017년 10월 미니앨범 2집 《LAY 02 SHEEP》
- 2017년 12월 겨울 스페셜 앨범 《Winter Special Gift》
- 2018년 10월 정규 솔로앨범 1집 《NAMANANA》
- 2018년 12월 크리스마스 싱글 《When It's Christmas》
- 2019년 6월 정규 솔로앨범 2집 《Honey》

## 음반 외 활동

### 방송
- KBS 《불후의 명곡 전설을 노래하다》 (2013년 9월 14일)
- MBC every1 《EXO's 쇼타임》 (2013년 11월 28일 ~ 2014년 2월 13일)[2]
- Mnet 《뜨거운 순간 xoxo, EXO》 (2014년 5월 9일 ~ 5월 30일)
- Mnet 《EXO 90:2014》(2014년 8월 15일 ~ 2014년 10월 31일)
- 东方卫视 《极限挑战3》(2016년 9월 21일 ~ 현재) - 한국의 무한도전 리메이크
- 东方卫视에서 방영하는 중국 드라마 求婚大作战 (후지 TV 방영한 드라마 프로포즈 대작전(영어로는 Operation Love) 리메이크 드라마) (2017년 4월 17일)

### 영화
- 액션, 모험, 코미디, 미스터리 영화 쿵푸 요가 (Kung-Fu Yoga, 2017) (2017년 3월 29일 (개봉)) - 조수 소광 역
- 드라마, 모험 영화 아일랜드 (Island, 2018) (2020년 4월 2일 (개봉)) - 샤오 싱 역

### 라디오
- 스페셜 DJ
  - 2013년 11월 8일 MBC 《신동의 심심타파》

### 홍보대사
- 2014년 2월 서울특별시 강남구 홍보대사

### 광고 모델
- 중국 화장품 OLay 모델
- 중국 과자 Lay's 모델
- 한국 과 중국 사탕 Mentos 모델
- 중국 화장품 Vichy 모델
- 한국 과 중국 의류 Pancoat(팬콧) 모델
- 중국 모자&신발 브랜드 Valentino 모델
- 한국과 미국과 중국의 화장품 MAC 모델
- 중국 화장품 springsummer 모델
- 한국과 중국의 핸드폰 회사 삼성 갤럭시 A8s 모델
- 중국 초콜릿 밀카 모델

## 수상 내역

### 개인
| 연도   | 수상 내역 |
| ------ | --- |
| 2016년 | - 4월 9일 제16회 《음악풍운방 연도성전》 연도최고 인기신인상 - 4월 9일 제16회 《음악풍운방 연도성전》 연도최고 영화OST상 - 4월 10일 제4회 《인위에타이 V차트 어워드》 올해의 OST상 |
| 2017년 | - 4월 8일 제5회 《인위에타이 V차트 어워드》 올해의 앨범상 - 4월 8일 제5회 《인위에타이 V차트 어워드》 베스트 남자 아티스트상 - 12월 3일 《2017 텐센트 미디어 성광대상》 올해의 앨범상 |
| 2018년 | - 3월 26일 《Top Ten Music Awards》 최고 인기 남자 가수상 - 3월 26일 《Top Ten Music Awards》 최고의 앨범상 - 3월 26일 《Top Ten Music Awards》최고의 프로듀서상 |
| 2019년 | - 12월 6일 《2020 아이치이 함성의 밤》 아시아 만능 아티스트 - 12월 6일 《2020 아이치이 함성의 밤》 올해의 음악프로듀서 - 12월 8일 《2019 텐센트뮤직엔터테인먼트》 최정상 가수 - 12월 8일 《2019 텐센트뮤직엔터테인먼트》 올해의 최고 인기 중국본토 남자가수 - 12월 8일 《2019 텐센트뮤직엔터테인먼트》올해의 베스트셀러 디지털앨범상 |
| 2020년 | - 1월 8일 《2019 바이트댄스 연도성전》 올해의 만능 스타상 - 1월 11일 《2019 웨이보의 밤》올해의 베스트 프로듀서상 - 1월 11일 《2019 웨이보의 밤》 올해의 남신상 |